# Microsteira tulearensis
Microsteira tulearensis är en tvåhjärtbladig växtart som beskrevs av Arenes. Microsteira tulearensis ingår i släktet Microsteira och familjen Malpighiaceae. Inga underarter finns listade i Catalogue of Life.